# Glomus
Glomus Tul. & C. Tul. – rodzaj grzybów należący do rodziny Glomeraceae.

## Charakterystyka
Gatunki grzybów z rodzaju Glomus tworzą mykoryzę arbuskularną z korzeniami roślin, bez której prawdopodobnie nie są w stanie się rozwijać. W niektórych przypadkach związek ten nie musi być mutualistyczny i może przeradzać się w pasożytnictwo, zarówno ze strony gatunków z tego rodzaju, jak i roślin, z którymi współżyją.

## Systematyka i nazewnictwo
Pozycja w klasyfikacji według Index Fungorum
Glomeraceae, Glomerales, Incertae sedis, Glomeromycetes, Glomeromycotina, Glomeromycota, Fungi.
Gatunki
| - Glomus aggregatum N.C. Schenck & G.S. Sm. - Glomus ambisporum G.S. Sm. & N.C. Schenck - Glomus arborense McGee - Glomus arenarium Błaszk., Tadych & Madej - Glomus aureum Oehl & Sieverd. - Glomus australe (Berk.) S.M. Berch - Glomus avelingiae R.C. Sinclair - Glomus bagyarasjii V.S. Mehrotra - Glomus boreale (Thaxt.) Trappe & Gerd. - Glomus botryoides F.M. Rothwell & Victor - Glomus caesaris Sieverd. & Oehl - Glomus caledonium (T.H. Nicolson & Gerd.) Trappe & Gerd. - Glomus canadense (Thaxt.) Trappe & Gerd. - Glomus canum McGee - Glomus citricola D.Z. Tang & M. Zang - Glomus claroideum N.C. Schenck & G.S. Sm. - Glomus clarum T.H. Nicolson & N.C. Schenck - Glomus clavisporum (Trappe) R.T. Almeida & N.C. Schenck - Glomus constrictum Trappe - Glomus convolutum Gerd. & Trappe - Glomus coremioides (Berk. & Broome) D. Redecker & J.B. Morton - Glomus coronatum Giovann. - Glomus corymbiforme Błaszk. - Glomus cuneatum McGee & A. Cooper - Glomus deserticola Trappe, Bloss & J.A. Menge - Glomus diaphanum J.B. Morton & C. Walker - Glomus dolichosporum M.Q. Zhang & You S. Wang - Glomus eburneum L.J. Kenn., J.C. Stutz & J.B. Morton - Glomus epigaeum B.A. Daniels & Trappe - Glomus etunicatum W.N. Becker & Gerd. - Glomus fasciculatum (Thaxt.) Gerd. & Trappe - Glomus flavisporum (M. Lange & E.M. Lund) Trappe & Gerd. - Glomus formosanum C.G. Wu & Z.C. Chen - Glomus fragile (Berk. & Broome) Trappe & Gerd. - Glomus fragilistratum Skou & I. Jakobsen - Glomus fuegianum (Speg.) Trappe & Gerd. - Glomus fulvum (Berk. & Broome) Trappe & Gerd. | - Glomus geosporum (T.H. Nicolson & Gerd.) C. Walker - Glomus gibbosum Błaszk. - Glomus globiferum Koske & C. Walker - Glomus glomerulatum Sieverd. - Glomus heterosporum G.S. Sm. & N.C. Schenck - Glomus hoi S.M. Berch & Trappe - Glomus intraradices N.C. Schenck & G.S. Sm. - Glomus invermaium I.R. Hall - Glomus kerguelense Dalpé & Strullu - Glomus lamellosum Dalpé, Koske & Tews - Glomus liquidambaris (C.G. Wu & Z.C. Chen) R.T. Almeida & N.C. Schenck - Glomus luteum L.J. Kenn., J.C. Stutz & J.B. Morton - Glomus macrocarpum Tul. & C. Tul. - Glomus magnicaule I.R. Hall - Glomus melanosporum Gerd. & Trappe - Glomus microaggregatum Koske, Gemma & P.D. Olexia - Glomus microcarpum Tul. & C. Tul. - Glomus minutum Błaszk., Tadych & Madej - Glomus monosporum Gerd. & Trappe - Glomus mortonii Bentiv. & Hetrick - Glomus mosseae (T.H. Nicolson & Gerd.) Gerd. & Trappe - Glomus multicaule Gerd. & B.K. Bakshi - Glomus multiforum Tadych & Błaszk. - Glomus nanolumen Koske & Gemma - Glomus pallidum I.R. Hall - Glomus pansihalos S.M. Berch & Koske - Glomus pellucidum McGee & Pattinson - Glomus przelewicense Błaszk. - Glomus pubescens (Sacc. & Ellis) Trappe & Gerd. - Glomus pulvinatum (Henn.) Trappe & Gerd. - Glomus pustulatum Koske, Friese, C. Walker & Dalpé - Glomus radiatum (Thaxt.) Trappe & Gerd. - Glomus rubiforme (Gerd. & Trappe) R.T. Almeida & N.C. Schenck - Glomus segmentatum Trappe, Spooner & Ivory - Glomus sinuosum (Gerd. & B.K. Bakshi) R.T. Almeida & N.C. Schenck - Glomus spinosum H.T. Hu - Glomus taiwanense (C.G. Wu & Z.C. Chen) R.T. Almeida & N.C. Schenck - Glomus tenebrosum (Thaxt.) S.M. Berch - Glomus tenue (Greenall) I.R. Hall - Glomus tortuosum N.C. Schenck & G.S. Sm. - Glomus trimurales Koske & Halvorson - Glomus verruculosum Błaszk. - Glomus vesiculiferum (Thaxt.) Gerd. & Trappe - Glomus viscosum T.H. Nicolson - Glomus warcupii McGee |

Nazwy naukowe na podstawie Index Fungorum.
.